# Sòpolis (pintor)
Sòpolis (en llatí Sopolis, en grec antic Σώπολις) fou un pintor grec que va florir a Roma a la meitat del segle I aC.
Plini el Vell el menciona juntament amb Dionís, i diu que les seves pintures omplien les galeries d'art pictòric (Naturalis Historia XXXV, 11, s. 40.43). El seu nom apareix alguna vegada escrit com Sopylus. Ciceró diu que va dirigir una escola de pintura.